# 馬爾克·皮克林
馬爾克·皮克林（英語：Marc Pickering，1985年6月5日—）是一名英國舞台劇、電影和電視劇演員，曾在《無頭谷》、《女子十二不設防》和HBO的《酒私風雲》中演出。

## 外部連結
- Marc Pickering在互联网电影资料库（IMDb）上的資料（英文）